# Józef Sieradzki

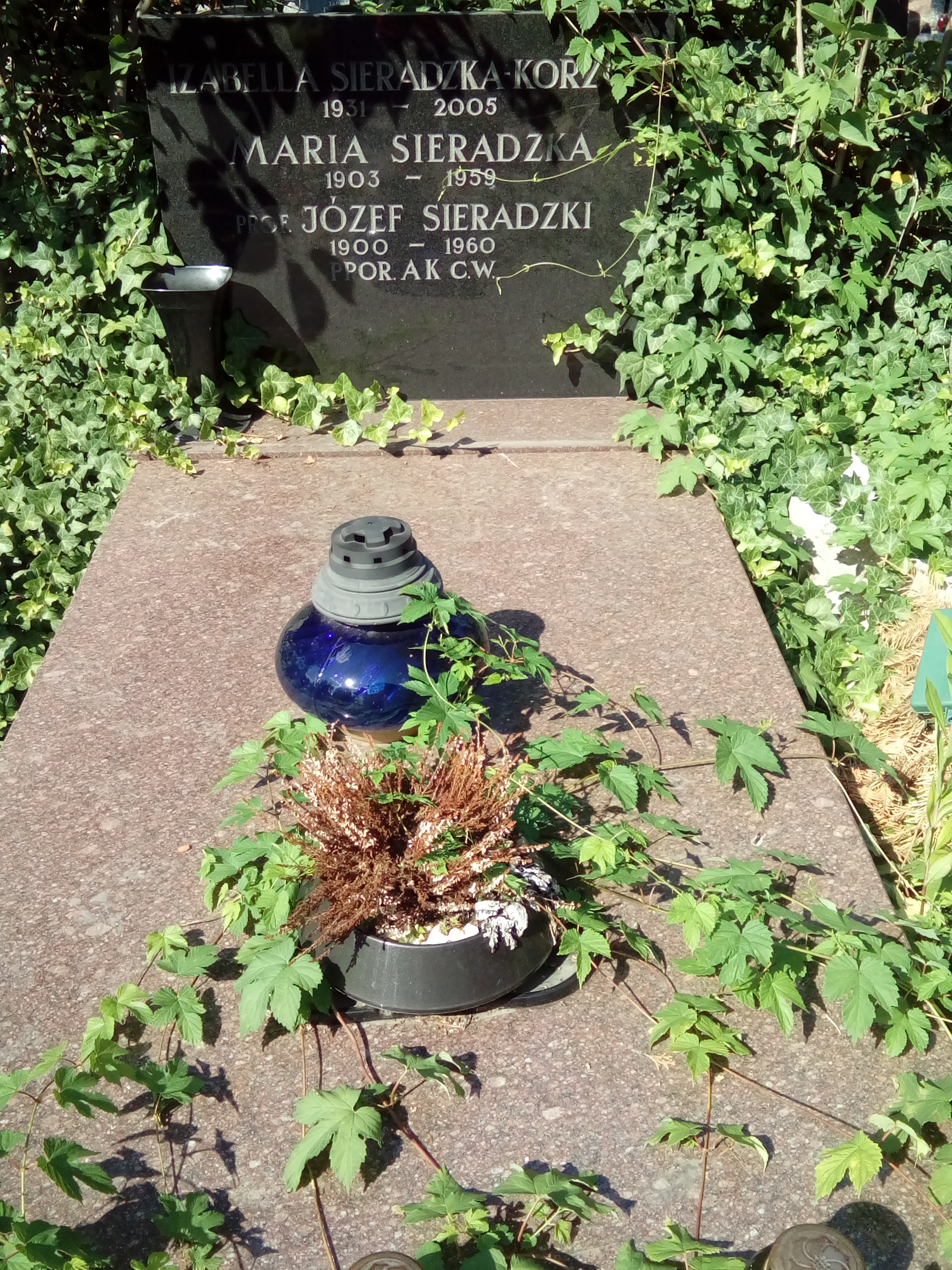
Grób Józefa Sieradzkiego na Cmentarzu Wojskowym na Powązkach

Józef Sieradzki, właśc. Adolf Hirschberg (ur. 2 kwietnia 1900 w Tarnopolu, zm. 25 marca 1960 w Warszawie) – polski historyk mediewista oraz XIX i XX wieku.

## Życiorys
Studiował historię na UJK we Lwowie. Jego mistrzami uniwersyteckimi byli Jan Ptaśnik i Franciszek Bujak, doktorat uzyskał w 1925 na podstawie rozprawy pod tytułem Stosunki osadnicze w dobrach klasztoru tynieckiego w początkach jego istnienia. W okresie 1927–1939 pracował jako nauczyciel i dyrektor gimnazjum w Wilnie. Działał w Klubie Myśli Państwowej związanym politycznie z Bezpartyjnym Blokiem Współpracy z Rządem i redagował z ramienia tego klubu pismo „Nasza Myśl”. W okresie II wojny światowej brał udział w tajnym nauczaniu. Należał do Armii Krajowej, uczestniczył w powstaniu warszawskim. Od 1945 w Krakowie, od 1945 członek PPR, następnie PZPR. Członek Komitetu Wojewódzkiego PPR w Krakowie. W 1950 usunięty z PZPR w związku z przedwojenną działalnością. W okresie 1949–1953 profesor UJ, następnie na UW. Od 1959 ponownie w PZPR. Został pochowany 29 marca 1960 na Cmentarzu Wojskowym na Powązkach (kwatera IIB28-6-25). W pogrzebie wzięli udział m.in. członek Biura Politycznego KC PZPR Zenon Kliszko oraz marszałek Sejmu Czesław Wycech.
Materiały archiwalne Józefa Sieradzkiego znajdują się w PAN Archiwum w Warszawie pod sygnaturą III-150.

## Wybrane publikacje
- Stosunki osadnicze w dobrach klasztoru tynieckiego w początkach jego istnienia, Lwów 1925.
- Polski Grakchus. Wspomnienie o Tadeuszu Hołówce, Wilno 1933.
- Żydzi i Polska, Wilno 1934.
- Grzechy Stanisława Mikołajczyka, Kraków 1946.
- O szkołę w nowej demokracji, Warszawa 1946.
- Szlakiem bojowym I Dywizji, Kraków 1947.
- Światła po burzy, Warszawa 1947.
- Polska i świat współczesny. Podręcznik dla nauczyciela, Warszawa 1947.
- Materializm historyczny i niektóre potrzeby polskiego dziejopisarstwa. Tezy referatu na Powszechny Zjazd Historyków Polskich we Wrocławiu, 1948.
- U źródeł polityki zagranicznej Polski Ludowej, Kraków 1948.
- Wędrówki po stuleciach. Ustroje gospodarcze i ruchy społeczne, Warszawa 1948.
- Rok 1846 w Galicji. Materiały źródłowe, Warszawa 1958.
- Białowieża i Mikaszewicze. Mity i fakty. Do genezy wojny pomiędzy Polską a RSFRR w 1920 r., Warszawa 1959.

## Ordery i odznaczenia
- Złoty Krzyż Zasługi (13 czerwca 1930)[4]
- Medal „Za Warszawę 1939–1945”
- Medal „Zwycięstwa i Wolności 1945”
- Odznaka Grunwaldzka[5]